# Lakos Alfréd
Lakos Alfréd (eredeti neve: Lőwy Alfréd) (Székesfehérvár, 1870. október 20. – Budapest, 1961. április 15.) magyar festő és grafikus. A magyar "Kaufmann" (Kaufmann Izidor).

## Életpályája
Szülei: Lőwy Adolf és Hoffmann Netti voltak. Édesapja megözvegyült, ismét megnősült, így a két házasságból 12 gyermeke született. Greguss János, Aggházy Gyula, Székely Bertalan és Lotz Károly tanította Budapesten a Mintarajziskolában. Ezt követően a Magyar Szalon, az Ország-Világ és a Borsszem Jankó illusztrátora lett. Hollósy Simon tanította Münchenben. Eleinte illusztrációval foglalkozott, majd zsidó tárgyú festményeket és csendéleteket készített.
Sírja a Kozma utcai izraelita temetőben található (1C-10-19.).

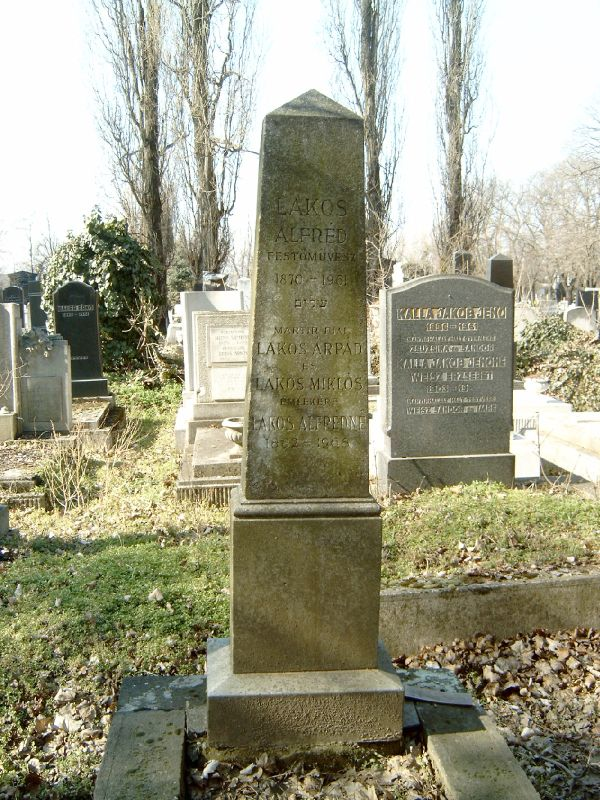
Lakos Alfréd festő és grafikus sírja Budapesten. Kozma utcai zsidó temető: 1C-10-19.

## Magánélete
1902-ben Újpesten házasságot kötött Rotter Máriával.

## Festményei
- Gyászoló zsidók
- Csendélet hegedűvel
- Dinnyés csendélet
- Gondokba merülve
- Könyvcsendélet
- Imasálban
- Keleti bölcs
- Szakállas férfi
- Tájkép
- Rabbi
- Kossuth halálhíre (1894)
- Olvasó rabbi (1911)
- Zöld szobában (1912)
- Vanitas (1924)
- Csendélet könyvekkel (1929)